# MB14
Мохамед Белхир (фр. Mohamed Belkhir; 19 июня 1994, Амьен), более известный как MB14, — французский битбоксер, рэпер, лупер и актер. Бывший участник группы Berywam, теперь строит сольную карьеру. В 2022 году дебютировал в кино, в фильме "Ténor".

## Биография
Мохамед родился 19 июня 1994 года во французском городе Амьен. С детства проявлял интерес к творчеству. Он жил недалеко от городского цирка имени Жюля Верна, постоянно ходил туда на концерты и представления. «И если мы не ходили в цирк, то постоянно проводили время в [его] округе…». Свой путь в музыке Мохамед начал с рэпа, свои первые строчки он сочинил в 12 лет, но это было временное увлечение. Серьёзно заняться битбоксом он решил в 14 лет. Он начал писать тексты и пробовать сочинять битбокс биты. Позже Мохамед пришёл к осознанию, что ему нравится ещё и пение. Главным источником его вдохновения стала группа Naturally 7. Он случайно услышал их выступление по радио и был поражён, что возможно создавать музыку вообще не используя музыкальные инструменты. Тогда он начал регулярно подпевать, пародировать звуки тех песен, которые он слушал. Как вспоминает сам MB14, это всё началось после смерти Майкла Джексона.
В 2013 году Белхир купил себе луп-машину BOSS RC-30 и стал изучать как зацикливать музыку, как создавать мелодии. Первая известность пришла 3 года спустя, в 2016 году, когда Мохамед стал участником 5 сезона французской версии проекта Голос. Он выступил с кавером на песню «Gangsta`s Paradise» репера Coolio. По итогу проекта он занял 2-е место.
В 2015 году MB14 становится участником квартета битбоксеров Berywam. Название коллектива — это аббревиатура сценических имён её участников [BE-RY-WA-M] — Beatness, Rythmind, Wawad и MB14. В составе группы участвовал в French Beatbox Battle 2015 и 2016 годов, занял 2-е и 1-е место соответственно. В 2018 году вместе с Berywam становится чемпионом 5-го Международного битбокс баттла. В коллективе MB14 выделялся широкой амплитудой голоса и способностью хорошо имитировать различные инструменты Мохамед переехал в Тулузу для того, чтобы быть вместе с командой. Жили они вместе на съёмной квартире. Однако, 9 апреля 2018 года MB14 принимает решение покинуть Berywam, чтобы строить сольную карьеру.
В том же 2018 году он выпускает свой первый сольный альбом «AMBITVS», состоящий из 7 композиций. Неоднократно принимал участие в Grand Beatbox Battle: в 2015 и 2016 года занял 4 места в категории Loopstation; в 2017 стал бронзовым призёром; в 2019 и 2020 годах судил соревнования в той же категории.

## Достижения
- 2016: 2-е место на французском Голосе
- 2017: 3-е место в категории Loopstation на Grand Beatbox Battle[англ.]
- 2018: 1-е место в категории Tag Team на World Beatbox Camp
- 2019: 1-е место в категории Tag Team на World Beatbox Camp

## Факты
- Псевдоним MB14 — это первые две буквы имени Mohamed Belkhir и число 14, которое Мохамед считает своим счастливым.
- У MB14 диагностирована синестезия.

Владеет французским (родной), английским и испанским языком.